# Izzy Bizu

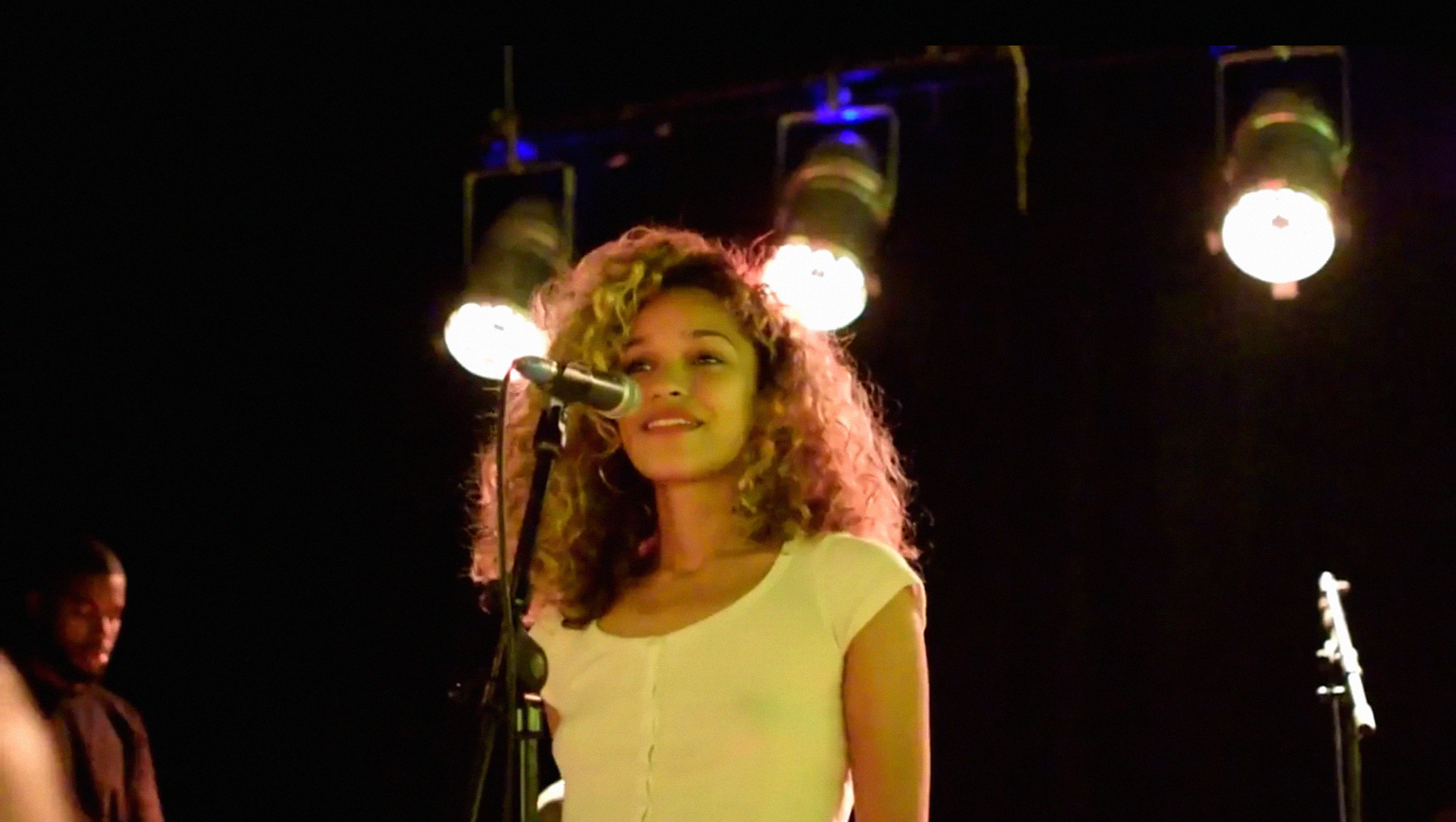
Izzy Bizu in London (2015)

Isobel Beardshaw (* 28. April 1994 in London), besser bekannt unter ihrem Künstlernamen Izzy Bizu, ist eine britische Sängerin und Songwriterin. Bekannt wurde sie durch die Single White Tiger, welche sich in den deutschen Singlecharts platzieren konnte.

## Biographie
Izzy Bizu studierte Gesang am British and Irish Modern Music Institute und schloss diese Ausbildung mit einem Diplom ab. 2013 nahm sie an einem Open-Mic-Wettbewerb, bei dem unter anderem Naughty Boy und Emeli Sande in der Jury saßen, teil und gewann diesen. Drei Monate später veröffentlichte Izzy Bizu ihre Debüt-EP Coolbeanz und trat im Vorprogramm von Sam Smiths UK-Tour auf. Im Juni 2014 durfte die Sängerin auf der BBC Introducing-Bühne beim Glastonbury Festival auftreten. Im selben Jahr schloss sie einen Plattenvertrag mit Epic Records. Das Lied White Tiger wurde am 16. Oktober 2015 als Single veröffentlicht und konnte sich ab Februar 2016 in den deutschen Singlecharts platzieren. Ihr erstes Studioalbum A Moment of Madness ist am 2. September 2016 erschienen.

## Diskografie

### Alben
| Jahr | Titel               | Höchstplatzierung, Gesamtwochen, AuszeichnungChartplatzierungen (Jahr, Titel, Platzierungen, Wochen, Auszeichnungen, Anmerkungen) | Höchstplatzierung, Gesamtwochen, AuszeichnungChartplatzierungen (Jahr, Titel, Platzierungen, Wochen, Auszeichnungen, Anmerkungen) | Höchstplatzierung, Gesamtwochen, AuszeichnungChartplatzierungen (Jahr, Titel, Platzierungen, Wochen, Auszeichnungen, Anmerkungen) | Höchstplatzierung, Gesamtwochen, AuszeichnungChartplatzierungen (Jahr, Titel, Platzierungen, Wochen, Auszeichnungen, Anmerkungen) | Anmerkungen                             |
| Jahr | Titel               | DE | AT | CH | UK | Anmerkungen                             |
| ---- | ------------------- | --- | --- | --- | --- | --------------------------------------- |
| 2016 | A Moment of Madness | — | — | CH52 (1 Wo.)CH | UK28 (1 Wo.)UK | Erstveröffentlichung: 2. September 2016 |

### EPs
- 2013: Coolbeanz

### Singles
| Jahr | Titel Album                     | Höchstplatzierung, Gesamtwochen, AuszeichnungChartplatzierungen (Jahr, Titel, Album, Platzierungen, Wochen, Auszeichnungen, Anmerkungen) | Höchstplatzierung, Gesamtwochen, AuszeichnungChartplatzierungen (Jahr, Titel, Album, Platzierungen, Wochen, Auszeichnungen, Anmerkungen) | Höchstplatzierung, Gesamtwochen, AuszeichnungChartplatzierungen (Jahr, Titel, Album, Platzierungen, Wochen, Auszeichnungen, Anmerkungen) | Höchstplatzierung, Gesamtwochen, AuszeichnungChartplatzierungen (Jahr, Titel, Album, Platzierungen, Wochen, Auszeichnungen, Anmerkungen) | Anmerkungen                                                    |
| Jahr | Titel Album                     | DE | AT | CH | UK | Anmerkungen                                                    |
| ---- | ------------------------------- | --- | --- | --- | --- | -------------------------------------------------------------- |
| 2015 | White Tiger A Moment of Madness | DE54 Gold · (18 Wo.)DE | AT65 (3 Wo.)AT | — | UK90 Gold · (3 Wo.)UK | Erstveröffentlichung: 16. Oktober 2015                         |
| 2017 | Talking to You –                | — | — | — | UK56 (2 Wo.)UK | Erstveröffentlichung: Januar 2017                              |
| 2024 | All Night Long –                | DE— aDE | — | — | — | Erstveröffentlichung: 19. Januar 2024 mit David Guetta & Kungs |
| 2024 | Only Way Is Up –                | — | — | — | — | Erstveröffentlichung: 7. Juni 2024 mit Robin Schulz            |

Weitere Singles
- 2015: Diamond
- 2015: Adam & Eve
- 2015: Give Me Love
- 2016: Mad Behaviour
- 2019: Lights On

## Auszeichnungen für Musikverkäufe
| Platin-Schallplatte - Frankreich - 2016: für die Single White Tiger |

Anmerkung: Auszeichnungen in Ländern aus den Charttabellen bzw. Chartboxen sind in ebendiesen zu finden.
| Land/RegionAuszeichnungen für Musikverkäufe (Land/Region, Auszeichnungen, Verkäufe, Quellen) | Gold     | Platin  | Verkäufe | Quellen           |
| -------------------------------------------------------------------------------------------- | -------- | ------- | -------- | ----------------- |
| Deutschland (BVMI)                                                                           | Gold1    | —       | 200.000  | musikindustrie.de |
| Frankreich (SNEP)                                                                            | —        | Platin1 | 66.666   | snepmusique.com   |
| Vereinigtes Königreich (BPI)                                                                 | Gold1    | —       | 400.000  | bpi.co.uk         |
| Insgesamt                                                                                    | 2× Gold2 | Platin1 |          |                   |